# Mario Michele Giarrusso
Mario Michele Giarrusso (Catania, 25 febbraio 1965) è un politico e avvocato italiano, senatore dal 2013 al 2022.

## Biografia
Nato a Catania ha studiato presso la facoltà di giurisprudenza dell'Università degli Studi di Catania. Nel 1998 si è iscritto presso il locale ordine degli avvocati e da allora ha esercitato tale professione.
Nel 1991 è entrato nel partito politico La Rete di Leoluca Orlando, venendo candidato alla Camera dei deputati alle elezioni politiche del 1992 nella circoscrizione Catania-Messina-Siracusa-Ragusa-Enna. Giunto 11° nella sua lista con 684 preferenze non risultò eletto.
Ha collaborato alla creazione della fondazione in onore del giudice Antonino Caponnetto, morto nel 2002 e tra i protagonisti della lotta a Cosa nostra in Sicilia, divenendone il referente regionale ed in seguito, in qualità di membro della commissione parlamentare antimafia, referente proprio per le attività di quest'ultima. Insieme al magistrato Piero Luigi Vigna ha portato alla redazione del primo testo di legge antimafia a San Marino.
Come avvocato ha difeso, a titolo gratuito, l'associazione Decontaminazione Sicilia contro il piano rifiuti regionale siciliano disposto dalla giunta presieduta da Salvatore Cuffaro. Parimenti ha partecipato a diverse conferenze organizzate dalle associazioni ambientaliste ed è rimasto uno strenuo oppositore del piano rifiuti approvato da Cuffaro. Ha inoltre difeso le numerose associazioni siciliane che si sono opposte al rigassificatore di Priolo Gargallo e nel 2007 è stato audito dalla commissione parlamentare d'inchiesta sul ciclo dei rifiuti - ecomafie. Dal 2009 al 2011 ha assisistito, sempre a titolo gratuito, i comitati di Augusta, Priolo Gargallo e Melilli nei processi contro i danni causati dall'inquinamento e dal rigassificatore di Priolo.
Nel 2008 ha coordinato la raccolta regionale delle firme per la presentazione della lista Amici di Beppe Grillo alle elezioni regionali siciliane ed è stato candidato nei collegi della provincia di Catania, ottenendo 255 preferenze, e di Agrigento, ricevendo 80 preferenze.
Alle elezioni politiche del 2013 è stato eletto senatore della XVII legislatura della Repubblica Italiana nella circoscrizione Sicilia per il Movimento 5 Stelle. 
Tra le prime attività da senatore è stato il primo firmatario di una mozione di sfiducia contro il Ministro dell'interno Angelino Alfano, in merito al caso di estradizione in Kazakistan di Alma Şalabaeva, moglie dell'oppositore politico Muxtar Äblyazov, e della figlia, poi respinta dall'aula.
Sempre nel 2017 pubblica con la casa editrice Armando Editore il libro Il Voto di Scambio Politico Mafioso. È stato rieletto senatore alle elezioni politiche del 2018. 
Nel 2019 presenta il disegno di legge relativo alla radicale modifica del 416-ter del codice penale. La legge Giarrusso, che modifica profondamente il reato di voto di scambio politico mafioso e ne incrementa le pene, è stata promulgata il 21 maggio 2019 entrando in vigore in data 11 giugno 2019. 
Nel dicembre 2019 è tra i primi firmatari per il referendum sul taglio dei parlamentari dopo aver votato pochi mesi prima a favore della riforma costituzionale, ma successivamente ritira la sua firma.
Il 20 aprile 2020 viene espulso dal M5S con l'accusa di non aver restituito parte dello stipendio da parlamentare e si iscrive al Gruppo misto. Un mese più tardi vota no all'autorizzazione a procedere nei confronti dell'ex ministro Matteo Salvini sul caso Open Arms. In seguito, aderisce al partito euroscettico Italexit, fondato dall'ex M5S Gianluigi Paragone, diventandone il secondo politico presente in Parlamento. Il 19 gennaio 2021 vota no alla fiducia al Governo Conte II. Il 17 febbraio 2021 vota no alla fiducia al Governo Draghi.
Alle elezioni del 2022 si candida come capolista di Italexit nel terzo collegio plurinominale della Sicilia Orientale. La lista non raggiungerà però la soglia di sbarramento, dunque non sarà eletto.

## Controversie
Nel 2015 è stato denunciato per diffamazione aggravata dalla deputata del Partito Democratico Maria Gaetana Greco che l'ha accusata di aver appoggiato la sua "contiguità con ambienti mafiosi" durante la campagna elettorale per le elezioni comunali di quell'anno ad Agira. In un post pubblicato sul Blog delle Stelle aveva denunciato la presenza di Giuseppe Giannetto, ritenuto vicino al boss Umberto Di Fazio e alla famiglia malavitosa degli Scaminaci, ad un comizio svoltosi presso il piccolo comune dell'ennese e più in generale la presenza di "ombre mafiose nella campagna elettorale del PD di Enna". Successivamente nel 2016 sulla stessa vicenda avrebbe presentato un'interrogazione parlamentare insieme ad altri senatori pentastellati. Dopo aver richiesto alla giunta del Senato di concedergli l'immunità parlamentare per i reati di opinione, scatenando diverse polemiche in quanto il Movimento 5 Stelle si era sempre detto contrario a tale provvedimento, ha scelto di tornare sui suoi passi chiedendo ai colleghi parlamentari del suo gruppo di votare contro l'insindacabilità. La IV Sezione Penale del Tribunale di Catania, con sentenza del 4 Maggio 2023, lo ha assolto da ogni addebito nei confronti del sindaco di Agira "...perché il fatto non costituisce reato...". Nel novembre 2016 è stato oggetto di minacce di morte da parte del "reggente" della famiglia mafiosa catanese dei cursoti Giuseppe Ruscica, rinviato a giudizio per minacce aggravate dal metodo mafioso.
Nel 2017, per la sua attività parlamentare svolta nella XVII legislatura, presso la II Commissione Giustizia del Senato e la Commissione Parlamentare antimafia è stato definito "pericoloso" dal Boss mafioso Giuseppe Graviano, intercettato al 41bis, mentre parla con il pluriergastolano Adinolfi.
Nel 2019 è stato accusato nuovamente di diffamazione col mezzo della stampa dalla giornalista Debora Borgese per averla definita nel 2017 in un post su Facebook "nel libro paga di Fratelli d'Italia" e avendole affibbiato il nomignolo di "Madame Pompadour". Pur non essendo presenti nome e cognome di Borgese, ragione per cui era stata richiesta l'archiviazione, il giudice per le indagini preliminari ha ritenuto sufficienti i riferimenti per identificare il bersaglio del post del senatore, rinviandolo a giudizio. Come accaduto in precedenza ha richiesto l'intervento della giunta del Senato per ricevere l'immunità, accordata nel corso del 2021.
In data 21/06-27/07/2023 la Corte Costituzionale ha "dichiara[to] ammissibile, [...omississ...], il ricorso per conflitto di attribuzione tra poteri dello Stato promosso dal Tribunale ordinario di Catania, sezione quarta penale, in composizione monocratica, nei confronti del Senato della Repubblica [...omississ...]".